# عظاءة الشندي
عظاءة الشندي (التسمية الثنائية:†Chindesaurus) هي جنس منقرض من الديناصورات عظائية الورك القاعدية من فترة الثلاثي المتأخر (213-210 مليون سنة) في جنوب غرب الولايات المتحدة. وهي معروفة من نوع واحد هو عظاءة الشندي البريانسمالية (Chindesaurus bryansmalli) استنادًا إلى هيكل عظمي جزئي تم استرداده من حديقة الغابة المتحجرة الوطنية في ولاية أريزونا. أُطلق على العينة الأصلية اسم «جيرتي» ، وأثارت الكثير من الدعاية للحديقة عند اكتشافها في عام 1984 ونقلها جواً إلى خارج الحديقة في عام 1985. تم العثور على عينات مجزأة أخرى في رواسب الثلاثي المتأخر في جميع أنحاء أريزونا ونيو مكسيكو وتكساس، ولكن قد لا تنتمي هذه إلى الجنس. كانت عظاءة الشندي من الحيوانات آكلة اللحوم ثنائية الحركة، تقريبًا بحجم الذئب.